# Andrew Libano
Andrew Jackson Libano junior (* 19. Januar 1903 in New Orleans; † 22. Juni 1935 ebenda) war ein US-amerikanischer Segler.

## Erfolge
Andrew Libano nahm an den Olympischen Spielen 1932 in Los Angeles mit Gilbert Gray in der Bootsklasse Star teil. Mit ihrem Boot Jupiter gewannen sie fünf der sieben Wettfahrten und beendeten die Regatta mit 46 Gesamtpunkten auf dem ersten Platz, womit sie vor dem britischen und dem schwedischen Boot Olympiasieger wurden.
Libano besuchte die Tulane University und arbeitete im Lebensmittelgroßhandel seines Vaters. Drei Jahre nach den Olympischen Spielen starb er an einer Streptokokkeninfektion.